# Буда (Бреєшть, Ясси)
Буда (рум. Buda) — село у повіті Ясси в Румунії. Входить до складу комуни Бреєшть.
Село розташоване на відстані 307 км на північ від Бухареста, 39 км на захід від Ясс.

## Населення
За даними перепису населення 2002 року у селі проживали 298 осіб, усі — румуни. Усі жителі села рідною мовою назвали румунську.